# Andreas Gruschka

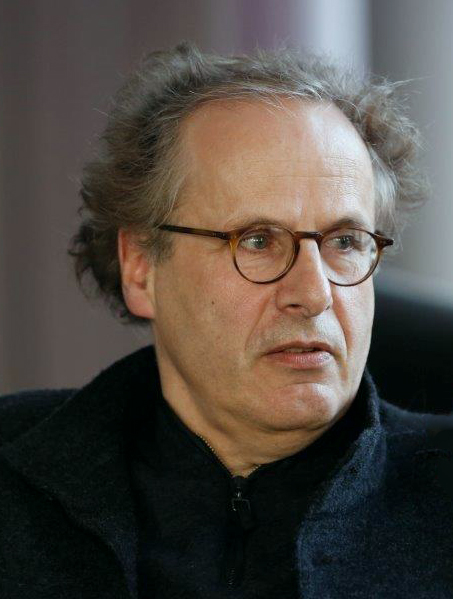
Andreas Gruschka, 2015

Andreas Gruschka (* 21. November 1950) ist ein deutscher Pädagoge und emeritierter Hochschullehrer.

## Leben
Andreas Gruschka studierte nach dem Abitur Pädagogik, Philosophie, Psychologie und Soziologie in Münster. Er selbst wurde während seiner Schulzeit zweimal nicht versetzt.
Ab 1972 arbeitete Gruschka mit Herwig Blankertz an der Evaluation der Kollegschule (Berufskolleg) in Nordrhein-Westfalen in Kooperation mit Schulkollegien und einzelnen Lehrern bzw. mit Lehrergruppen. Das Projekt Kollegschule stellte eine Reform des berufsbildenden Schulwesens in Nordrhein-Westfalen dar, das über die Landesgrenzen hinaus Bedeutung hat. Von 1990 bis 1994 leitete Gruschka deren wissenschaftliche Begleitung.
Gruschka hat zusammen mit Kollegen das Institut für Pädagogik und Gesellschaft e.V. gegründet, das unter seiner Mitwirkung seit 1987 die Fachzeitschrift Pädagogische Korrespondenz herausgibt, die zweimal im Jahr erscheint.
1992/93 war er Fellow am Wissenschaftskolleg zu Berlin.
Ab 1994 war Gruschka Professor an der Universität-Gesamthochschule Essen, seit 2000 lehrte er an der Johann Wolfgang Goethe-Universität in Frankfurt am Main Erziehungswissenschaft mit besonderer Berücksichtigung der Schulpädagogik und der Allgemeinen Pädagogik.
Seine Arbeits- und Forschungsschwerpunkte sind Kritische Theorie der Pädagogik, Pädagogische Rekonstruktion des Unterrichtens, Schultheorie und Theorie zum Wandel der Schule, das DFG-Projekt zur Schulprogrammarbeit, Ontogenese bürgerlicher Kälte als Entwicklung des moralischen Urteils, Pädagogische Einsichten in Bildern und durch Bilder sowie die Arbeit im „Archiv für pädagogische Kasuistik“.
Seit dem Sommersemester 2016 befindet er sich im Ruhestand.

## Bekannte Werke
In Negative Pädagogik geht Gruschka in der Folge der „Negativen Dialektik“ von Theodor W. Adorno davon aus, dass die Normsetzung, welche pädagogisches Handeln legitimieren und anleiten soll, notwendig durch die Funktionen, die Pädagogik hierfür entwickeln muss, unterwandert werde. Der normative Anspruch an Mündigkeit und Emanzipation wird systematisch negiert durch eine Praxis, die gerade die Einlösung der Norm verweigert und somit dem Misslingen geweiht ist. Pädagogik könne somit theoretisch nicht mehr zur Anleitung einer Praxis beitragen, ohne sich gegenüber dem Zögling des Verstoßes gegen dessen Anspruch an Mündigkeit und Emanzipation schuldig zu machen. Mit der „Negativen Pädagogik“ wird somit emanzipatorisch und systematisch der unauflösbare Widerspruch von Norm und Funktion in der Pädagogik thematisiert.
Bürgerliche Kälte und Pädagogik bearbeitet die Frage, wie sowohl Erzieher als auch Edukand vor sich und dem anderen die Praxis des Misslingens rechtfertigen und in ihr leben können. Er geht diese Frage mit einer Übersetzung der Kategorie der „bürgerlichen Kälte“ aus der Kritischen Theorie der Frankfurter Schule in die Pädagogik an: Indem im bürgerlichen Zeitalter – so die Perspektive der frühen Kritischen Theorie von Max Horkheimer und Theodor W. Adorno – das Interesse an Emanzipation aus allen Herrschaftsbedingungen normativ zugrunde gelegt ist, aber zugleich es im gesellschaftshistorischen Vollzug nur über die systematische Reproduktion von Herrschaft auch im Sinne öffentlich legitimierter Ungleichheit realisiert werden kann, zwingt diese Antinomie die Menschen zur Unterwerfung unter einen nicht auflösbaren Widerspruch. Dieser durchwandert alle Gesellschaftsfunktionen und schweißt sie zusammen zum Ganzen der Gesellschaft.
In der 2002 veröffentlichten Didaktik – das Kreuz mit der Vermittlung legte er einen Widerspruch gegen die zunehmende Didaktisierung in Schule und Hochschule ein. Die These: Didaktik, einmal als Mittel zur Vermittlung des Weltwissens erfunden, setzt sich von dieser dienenden Aufgabe immer mehr ab und betreibt nur noch die Vermittlung der mit ihr empfohlenen „verkünstelten“ Methoden. Diese helfen nicht mehr beim Verstehen der Inhalte, sondern entsorgen diese immer stärker. Die in dem Buch entfaltete, systematische Kritik am didaktischen Betrieb und die Besinnung auf die theoretischen Voraussetzungen der Didaktik als dem eigenständigen Dritten zwischen Lernenden und der Sache mündete in vielfacher Weise in empirische Studien. Gruschka legte dazu abschließend 2013 eine pädagogische Theorie des Unterrichtens auf empirischer Basis vor. Mit dieser Arbeit wird zur Darstellung gebracht, in welchem Spektrum von Mustern an deutschen Schulen heute die Aufgabe der Vermittlung bearbeitet wird.
Seine Analysen sind vielfach mitgeprägt durch die Bildungsreformen der vergangenen 15 Jahre. Deren Programme und Konzepte in der pädagogischen Praxis von Schulen und Hochschulen hat Gruschka in vielen Fallstudien (zur Schulprogrammarbeit, zur Schulinspektion, zu den Bildungsstandards etc.) dargestellt. Er ist dabei zu einem der analytisch schärfsten Kritiker dieser Reformprogramme geworden. Politischen  Ausdruck fand diese Arbeit in den 2005 für Aufsehen sorgenden „Frankfurter Einsprüchen gegen die technokratische Bildungsreform“ und in der späteren Gründung der „Gesellschaft für Bildung und Wissen“, zu deren Präsident Gruschka wurde. Seine Analysen, Kritik und Perspektive fanden in resümierender Weise Eingang in einen bei Reclam erschienenen und 2019 überarbeiteten Band, der Pädagogik als „Verstehen lehren“ definiert und zu einem Bestseller wurde.
Neben dieser Arbeit schrieb Gruschka auch eine völlig anders konzipierte Geschichte der Pädagogik. Während die meisten der existierenden Texte sich vor allem mit den literarischen Überlieferungen zur Pädagogik beschäftigt haben, selten mit sozialgeschichtlichen Dokumenten oder gar „natürlichen Protokollen“ der pädagogischen Praxis, interessierte sich Gruschka daneben schon früh für die  Einsichten, die Pädagogen der Beobachtungstätigkeit von bildenden Künstlern verdanken. „Das, was wir von den großen Malern über uns als Pädagogen lernen können“ wurde in fünf Bänden entfaltet. Der historisch erste behandelt die italienische Renaissance und als  herausragenden Maler Paolo Veronese, der zweite den holländischen Barock und das Werk von Jan Steen, die Aufklärung  wechselt nach Frankreich und  thematisiert die pädagogischen Genreszenen des  Malers J. B. S. Chardin, der letzte Band zielt auf Deutschland und rekonstruiert die Bildwelten der Romantik und das Werk  Ph. O. Runges. Ein Band zu fotografischen Erkundungen zur pädagogischen Gegenwart schließt das Projekt ab.

## Reflexionsmethoden nach Gruschka
Mit dieser Methode kann man das Verhalten von Kindern oder bestimmte Situationen im Erzieherbereich reflektieren, um aus Fehlern zu lernen, Handlungsalternativen kennenzulernen, das Verhalten von Kindern zu erklären und sich in anderen Situationen sicherer und wohler zu fühlen. Die Methode besteht aus 6 Schritten:
1. Welches Motiv hatte die Erzählerin/der Erzähler die Geschichte zu erzählen?
2. Welche Kompetenzen zeigt die Erzählerin? (Positive Fähigkeiten der Erzieherin, die im Handeln und Reflektieren deutlich werden.)
3. Welche übergreifende Zielsetzung verfolgte die Erzieherin? (Welche(s) Ziel war für die Erzieherin das Wesentlichste, das Wichtigste, und welche Methode hat sie angewandt, um dieses Ziel zu erreichen?)
4. Welche Handlungsalternativen hätte es noch gegeben? (Wie hätten Sie in dieser Situation noch erfolgreicher das angestrebte Ziel erreichen können?)
5. Welche alternativen Ziele des Handelns wären noch möglich gewesen? (Andere pädagogische Zielsetzungen, die die Erzieherin auch (noch) hätte verfolgen können?)
6. Verallgemeinerung des Themas (Wie kann man sich das Verhalten des Kindes bzw. die Situation anhand von (verschieden) Fachtheorien (Freud, Erikson, Piaget, Goffman etc.) erklären? Was lässt sich Allgemeingültiges für die Praxis ableiten und lernen? Welche Erkenntnisse lassen sich formulieren?)

Aspekte der Reflexion von Handlungsweisen
1. Warum ist Ihnen gerade dieses Handeln des Adressaten aufgefallen (Wahrnehmung)?
2. Wie bewerten Sie das Wahrgenommene (Bewertung)? Welche Bedeutung messen Sie Ihrer Wahrnehmung bei? Finden Sie das Handeln des Kindes angemessen / nicht angemessen? Welche Bedeutung hat für Sie die Beziehung zum Adressaten? Stimmt das Wahrgenommene mit den eigenen Wertvorstellungen überein / nicht überein?
3. Was Könnte das Kind/den Jugendlichen veranlasst haben, so zu handeln (Handlungsplanung)? Sehen Sie Zusammenhänge zu seiner bisherigen Situation? Haben Sie schon einmal ähnliche Erfahrungen gemacht? Können Sie theoretische Hintergründe für das Handeln heranziehen?
4. Begründen Sie Ihre Reaktion auf das Handeln des Adressaten (Handlung)? Erläutern Sie z. B. Absichten und Ziele.
5. Was hat Ihre Reaktion erbracht? Welchen Effekt hatte es auf den Adressaten (Effekte meines Handelns)?
6. Würden Sie in einer vergleichbaren Situation zukünftig wieder ähnlich oder anders handeln? Versuchen Sie eine Begründung.
7. Können Sie darlegen, was in Ihrem Handeln als typisch für Sie gelten könnte (Orientierungsmuster)? Wäre längerfristig eine Intensivierung oder Differenzierung bzw. eine Veränderung dieses Ihres Verhaltensmusters denkbar und sinnvoll?

## Publikationen

### Herausgeberschaften
- als (Hrsg.): Ein Schulversuch wird überprüft. Das Evaluationsdesign für Kollegstufe NW als Konzept handlungsorientierter Begleitforschung. Kronberg 1976.
- als (Hrsg.): Wozu Pädagogik? Die Zukunft bürgerlicher Mündigkeit und öffentlicher Erziehung. Darmstadt 1996.
- mit Ulrich Oevermann (Hrsg.): Die Lebendigkeit der kritischen Gesellschaftstheorie. Dokumentation der Arbeitstagung aus Anlass des 100. Geburtstages von Theodor W. Adorno. Wetzlar 2004, ISBN 3-88178-324-5.

### Monografien
- Wie Schüler Erzieher werden. Studie zur Kompetenzentwicklung und fachlichen Identitätsbildung in einem doppeltqualifizierenden Bildungsgang des Kollegschulversuchs NW. Wetzlar 1985.
- Negative Pädagogik. Einführung in die Pädagogik mit Kritischer Theorie. Wetzlar 1988.
- Bürgerliche Kälte und Pädagogik. Moral in Gesellschaft und Erziehung. Wetzlar 1994.
- Bestimmte Unbestimmtheit. Chardins pädagogische Lektionen. Wetzlar 1999.
- Didaktik – Das Kreuz mit der Vermittlung. Elf Einsprüche gegen den didaktischen Betrieb. Wetzlar 2002.
- Entdeckt aber nicht erobert. Paolo Veronese malt Kinder und Jugendliche. Wetzlar 2003.
- Auf dem Weg zu einer Theorie des Unterrichtens. Die widersprüchliche Einheit von Erziehung, Didaktik und Bildung in der allgemeinbildenden Schule. Vorstudie (= Frankfurter Beiträge zur Erziehungswissenschaft, Forschungsberichte. Band 5). Johann Wolfgang Goethe-Universität, Frankfurt am Main 2005.
- Fotografische Erkundungen zur Pädagogik. Wetzlar 2005.
- So nah und so fern – Philipp Otto Runge malt Kinder. Wetzlar 2008.
- Präsentieren als neue Unterrichtsform. Opladen 2008.
- An den Grenzen des Unterrichts. Opladen 2010.
- Verstehen lehren. Ein Plädoyer für guten Unterricht. Originalausgabe, Stuttgart 2011, ISBN 978-3-15-018840-8.
- Pädagogische Forschung als Erforschung der Pädagogik. Eine Grundlegung. Opladen 2011, ISBN 978-3-86649-417-6.
- Unterrichten – eine pädagogische Theorie auf empirischer Basis. Verlag Barbara Budrich, Opladen/Berlin/Toronto 2013, ISBN 978-3-8474-0069-1.
- Lehren. Kohlhammer Verlag, Stuttgart 2014, ISBN 978-3-17-022471-1.
- Schmerzhafte Anstöße, eingeforderter Wille, glückliche Umstände – eine pädagogische Autobiografie. Verlag Barbara Budrich, Opladen/Berlin/Toronto 2017, ISBN 978-3-8474-2048-4.
- Erziehen heißt Verstehen lehren. Ein Plädoyer für guten Unterricht. 2., erweiterte und aktualisierte Auflage. Reclam, Ditzingen 2019, ISBN 978-3-15-019593-2 (Neubearbeitung von Verstehen lehren, 2011).
- Bildungserlebnisse: Eine systematische Selbstvergewisserung. Verlag Barbara Budrich, Opladen/Berlin/Toronto 2020, ISBN 978-3-8474-2384-3.

Hinweis: Ein Verzeichnis aller Veröffentlichungen Gruschkas von 1972 bis 2017 befindet sich im Anhang seiner Autobiografie (Schmerzhafte Anstöße, eingeforderter Wille, glückliche Umstände, Opladen 2017, S. 268–303).